# Tillandsia myriantha
Tillandsia myriantha là một loài thuộc chi Tillandsia. Đây là loài bản địa của Venezuela.